# Зарембы-Косьцельне (гмина)
Зарембы-Косьцельне (пол. Zaręby Kościelne) — сельская гмина (уезд) в Польше, входит как административная единица в Острувский повет, Мазовецкое воеводство. Население — 3888 человек (на 2004 год).

## Демография
| Перепись                       | Всего   | Всего | Женщины | Женщины | Мужчины | Мужчины |
| ------------------------------ | ------- | ----- | ------- | ------- | ------- | ------- |
| Единицы                        | человек | %     | человек | %       | человек | %       |
| Население                      | 3888    | 100   | 1878    | 48,3    | 2010    | 51,7    |
| Плотность населения (чел./км²) | 43,7    | 43,7  | 21,1    | 21,1    | 22,6    | 22,6    |

## Сельские округа
1. Будзишево
2. Хмелево
3. Гачково
4. Гонсёрово
5. Грабово
6. Кемписте-Борове
7. Кетлянка
8. Косуты
9. Немиры
10. Стара-Злоторя
11. Каньково-Пецки
12. Неналты-Бревки
13. Неналты-Шиманы
14. Нова-Злоторя
15. Пентково-Вельке
16. Пулазе
17. Равы
18. Ростки-Дадбоги
19. Склоды-Пётровице
20. Склоды-Стахы
21. Склоды-Сьредне
22. Сверже-Коньчаны
23. Сверже-Келче
24. Сверже-Колёнья
25. Сверже-Панки
26. Сверже-Зелёне
27. Усчанек-Вельки
28. Закшево-Копийки
29. Закшево-Вельке
30. Зарембы-Косьцельне
31. Зарембы-Лесьне
32. Зглечево-Паненьске
33. Зглечево-Шляхецке

## Поселения
1. Кавал
2. Нова-Злоторя-Парцеле
3. Парцеле
4. Рабенды
5. Равы-Гачково
6. Творки
7. Заводзе

## Соседние гмины
1. Гмина Анджеево
2. Гмина Церанув
3. Гмина Малкиня-Гурна
4. Гмина Острув-Мазовецка
5. Гмина Шульбоже-Вельке